# Алмаст (платформа)
Алмаст (в расписаниях указывается также форма "Алмаз") — остановочный пункт Южно-Кавказской железной дороги, расположенный в ереванском районе Канакер-Зейтун, открытый в 2011 году.

## Описание
Современная платформа находится на участке Ереван — Канакер, находящимся в черте Еревана и не работающем в полной мере: перегон Ереван — Арабкир был разобран в июне 2005 года, а перегон Арабкир — Канакер использовался только для грузовых перевозок. Позднее участок от Арабкира до нынешней платформы Алмаст был разобран, а на его месте был проложен проспект Сараландж. В связи с многочисленными просьбами работников завода «Алмаст» в 2011 году руководство приняло решение о строительстве нового остановочного пункта (проектировался в 2010 году под названием «Пионерская»). На участке от платформы Алмаст до Канакера путь был капитально отремонтирован. 15 июля платформа была открыта.

## Деятельность
- Пассажирские поезда дальнего следования отсутствуют.
- С 2023 года пригородное сообщение отстутствует, в связи с переносом начала маршрута Ереван-Севан-Шоржа-Ереван с остановочной платформы «Алмаст» на ереванский вокзал.[1].
- Пригородные пассажирские перевозки до 2022 года включительно были представлены двумя парами электропоездов № 6530/6531 и 6532/6533, курсирующими по маршруту Алмаст (Ереван) — Севан. В связи с открытием платформы Алмаст продолжительность поездки по Разданскому направлению по сравнению с 2010 годом увеличилась на 8-10 минут. В летнее время (с 1 июля по 1 сентября) маршрут электропоезда № 6531/6532 продлевается.[2]. Круглогодично осуществляется доставка жителей Севана и Раздана в Ереван, летом основной пассажиропоток платформы составляют отдыхающие из Еревана и городов Котайкской области к Севанским курортам марза Гегаркуник. В летний сезон 2017 года поезд начал курсировать 16 июня[3].

## Станция в прессе
- Открылась платформа Алмаст, изменена организация движения электропоездов по Разданскому направлению